# Winnebacher Weißkogel
Der Winnebacher Weißkogel, auch Winnebacher Weißer Kogel,  ist ein 3182 m ü. A., nach anderen Angaben 3185 m hoher Berg in den Stubaier Alpen in Tirol.

## Lage und Umgebung
Im Westen des Winnebacher Weißkogels erstreckt sich das Zwiselbachtal, ein Seitental des Horlachtals, das unterhalb von Niederthai ins Ötztal mündet. Nach Norden verläuft ein felsiger Grat zum 3194 m hohen Gleirscher Fernerkogel. Nordöstlich liegt ein kleiner Gletscher namens Weißkogelferner, der nach Osten hin über das Längental in die Melach im Lüsenstal entwässert. Südöstlich des Berges liegt das 2788 m hohe Winnebachjoch, in dessen Süden sich der Hohe Seeblaskogel (3235 m) erhebt. Westlich des Winnebachjochs liegt das Winnebachkar oberhalb des Winnebachtals, eines Seitentals des Sulztals, das bei Längenfeld ins Ötztal mündet. Nach Südwesten entsendet der Winnebacher Weißkogel einen ausgeprägten Grat, der über den 2961 m hohen Zwiselbacher Weißkogel zum 2870 m hohen Zwiselbachjoch verläuft.

## Stützpunkte und Wege
Der traditionelle Normalweg führt vom Winnebachjoch über den Weißkogelferner und zuletzt über Felsen im Schwierigkeitsgrad I (UIAA) zum Gipfel. Wegen der Spaltensturzgefahr wird heute jedoch meist über den vom Joch direkt zum Gipfel emporführenden Südostkamm aufgestiegen. Auch dieser Anstieg weist den Schwierigkeitsgrad I auf. Das Winnebachjoch ist vom Westfalenhaus (2273 m) im Längental oder von der Winnebachseehütte (2362 m) im Winnebachtal aus über markierte Wanderwege erreichbar.
Der Übergang über den Südwestgrat vom Zwiselbacher Weißkogel ist im Schwierigkeitsgrad II-III möglich. Der Blockgrat vom Gleirscher Fernerkogel weist ebenfalls die Schwierigkeit III auf.
Der ehemalige Normalweg über den Gletscher wird insbesondere im Frühjahr als Skitourenroute genutzt.